# Kanton Péronnas
Péronnas is een voormalig kanton van het Franse departement Ain. Het kanton maakte deel uit van het arrondissement Bourg-en-Bresse. Het werd opgeheven bij decreet van 13 februari 2014, met uitwerking op 22 maart 2015.

## Gemeenten
Het kanton Péronnas omvatte de volgende gemeenten:
- Lent
- Montagnat
- Montracol
- Péronnas (hoofdplaats)
- Saint-André-sur-Vieux-Jonc
- Saint-Just
- Saint-Rémy
- Servas